# Sunpro Alwin
Sunpro Alwin (サンプロ・アルウィン, Samplo Alwin) é um estádio localizado na cidade de Matsumoto, no Japão. Ele tem uma capacidade de 20.396 lugares.
O estádio é a casa do Matsumoto Yamaga, clube que disputa a J-League. Entre 2001 e 2016 chamou-se Matsumotodaira Park Stadium, mudando o nome para Sunpro Alwin em outubro de 2018 por questões de patrocínio.